# جام خیریه انگلستان ۱۹۵۶
 جام خیریه انگلستان ۱۹۵۶ ، ۳۴امین رقابت سالانه مابین قهرمانان لیگ دسته اول فوتبال انگلستان و جام حذفی فوتبال انگلستان است. 
این مسابقه در تاریخ ۲۴ اکتبر ۱۹۵۶ مابین تیم‌های منچستر یونایتد و منچستر سیتی در ورزشگاه ماین رود منچستر برگزار شده‌است. 
تیم منچستر یونایتد در این مسابقه با نتیجه یک بر صفر به پیروزی رسید.

## جزئیات مسابقه
| منچستر یونایتد | ۱ – ۰ | منچستر سیتی |
| -------------- | ----- | ----------- |
| ویولت ۷۵'      |       |             |